# Weseli łowcy
Weseli łowcy (ros. Карандаш и Клякса – весёлые охотники, Karandasz i Klaksa – wiesiołyje ochotniki) – radziecki krótkometrażowy film lalkowy z 1954 roku w reżyserii Jewgienija Migunowa.
Organizacja procesu produkcyjnego zdjęć do animacji została przeprowadzona przy współpracy członków wchodzących w skład grupy zajmującej się obróbką obrazu pod kierownictwem Jewgienija Migunowa. Muzyczna bajka satyryczna, której twórcami są m.in. lalkarz Wadim Dołgich, reżyser Jewgienij Migunow i operator Iosif Gołomb.

## Fabuła
Myśliwy Ołówek i jego wierny towarzysz – piesek Kleks wybierają się na polowanie. Niestety chłopiec nie umie posługiwać się strzelbą i na dodatek ciągle spotykają go różne przezabawne sytuacje. Dziwnym zbiegiem okoliczności na głowę spadają mu szyszki, innym razem natomiast jego buty przypadkiem lądują na drzewie. W końcu obaj zmęczeni wędrówką postanawiają wrócić do domu z pustymi rękami. Po drodze jednak zauważają sklep, gdzie decydują się kupić trofea myśliwskie.

## Wersja polska
Seria: Bajki rosyjskie (odc. 3)
W wersji polskiej udział wzięli:
- Monika Wierzbicka jako Myśliwy Ołówek (ros. Карандаш, Karandasz)
- Cynthia Kaszyńska jako Pies Kleks (ros. Клякса, Klaksa)

Realizacja:
- Reżyseria: Stanisław Pieniak
- Dialogi: Stanisława Dziedziczak
- Teksty piosenek i wierszy: Andrzej Brzeski
- Opracowanie muzyczne: Janusz Tylman, Eugeniusz Majchrzak
- Dźwięk: Robert Mościcki, Jan Jakub Milęcki,
- Montaż: Jolanta Nowaczewska
- Kierownictwo produkcji: Krystyna Dynarowska
- Opracowanie: Telewizyjne Studia Dźwięku – Warszawa
- Lektor: Krzysztof Strużycki

Źródło: